# کارماپا

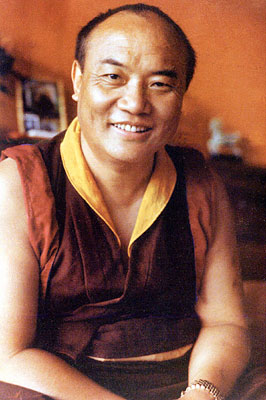
کارماپای شانزدهم، رنگجونگ ریگپ دورج (۱۹۸۱–۱۹۲۴)

کارماپا (صاحب منصب گیالوا کارماپا) رهبر کارما کاگیو، بزرگترین زیرمکتب کاگیوپا که خود یکی از چهار مکتب بزرگ بودیسم تبتی است، می‌باشد.
منزلگاه تاریخی کارماپاهامعبد تسورفو در دره تلونگ تبت می‌باشد. جایگاه فعلی او، مرکز دارماچاکرا در معبد رومتک واقع در سیکیم هندوستان در تبعید می‌باشد. همچنین جایگاه‌های معنوی محلی او شامل کارما تریانا دارماچاکرا در نیویورک، داگیو کاگیو لینگ در فرانسه و تاشی چولینگ در بوتان می‌باشد.
به رسمیت شناختن کارماپای معاصر (کارماپای هفدهم) همچنان در مکتب کارما کاگیو در نزاع و مورد بحث می‌باشد. 

## خاستگاه تاریخی
نخستین کارماپا، دوسوم کینپا (۱۱۹۳–۱۱۱۰)، یکی از مریدان استاد تبتی گامپوپا بود. وی کسی بود که از کودکی دارای استعداد بود. کسی که در سن کم دارما (آموزه‌های بودا) را به وسیله پدرش درک کرده بود. کسی در سن بیست-سی سالگی به استادی رسیده بود. وی در سن پنجاه سالگی به وسیلهٔ یوگای خیال به بیداری غائی رسیده بود. پس از آن وی به عنوان کارماپا بسیار محترم بود. مظهر آوالوکیتسوا را که در سوترای سامادیراجا و سوترای سنکاواتارا پیشگویی شده بود.
سرچشمهٔ این دودمان شفاهی، بر پایهٔ سنت‌ها بر می‌گردد به بودای واجارادارا، فرزند استاد هندی ماهامودرا و تانترای تیلوپا و سپس ناروپا را از مارپا و میلارپا. کل این دودمان کاگیو را «تسبیح طلایی» می‌نامند.
دومین کارماپا، کارما پاکشی (۱۲۸۳–۱۲۰۴) بود.

## تاج سیاه
کارماپاها نگهدراندهٔ تاج سیاهی می‌باشند که از همین روی برخی مواقع به آن‌ها لامای کلاه سیاه گفته می‌شود. بر طبق افسانه‌ها گفته می‌شود بر طبق تفسیر روحانی، تاج با استفاده از موهای دکینیس ساخته شده‌است. تاجی که در اختیار کارماپاها می‌باشد، توسط امپراتور یونگل چینی به پنجمین کارماپا به عنوان جنسی مادی پیشکش شده‌است.
این تاج در معبد رومتک در سیکیم، آخرین منزلگاه کارماپای شازندهم قرار دارد. هر چند نگرانی‌هایی از سال ۱۹۹۳ راجع به اینکه آیا تاج همچنان در آنجا قرار دارد یا خیر موجود می‌باشد.